# Крекінг-установка Лейк-Чарльз (Lotte)
Крекінг-установка Лейк-Чарльз (Lotte) — підприємство нафтохімічної промисловості, яке споруджується південнокорейською компанією Lotte Chemical у Луїзіані, округ Калкасьє.
В другій половині 2010-х років в районі Лейк-Чарльз почалось зведення одразу двох нових установок з виробництва етилену. Один проект реалізовувала південноафриканська Sasol, тоді як другий належав компанії LAAC, створеній зазначеною вище Lotte Chemical та місцевою Axiall, котра мала 10 % участі з можливістю збільшення до 50 %. При цьому Axiall володіла заводом з виробництва мономеру вінілхлориду, розташованим поряд з обраним для крекінг-установки будівельним майданчиком, та, як наслідок, повинна була стати важливим споживачем продукції установки. Інша частина етилену призначалась для заводу з виробництва моноетиленгліколю, будівництво якого запланувала Lotte Chemical (при потужності в 700 тисяч тонн на рік він повинен стати найбільшим виробником моноетиленгліколю в США).
Крекінг-установка, введення якої в експлуатацію очікується у 2019 році, матиме потужність 1 млн тонн етилену на рік та працюватиме на етані. Вона стане однією з цілого ряду нових підприємств нафтохімічної галузі США, які почали споруджувати в 2010-х внаслідок «сланцевої революції». Остання забезпечила надходження великих об'ємів природного газу, багатого на гомологічні наступники метану, що дозволило організувати економічно доцільну сепарацію додаткових обсягів етану.
Вартість крекінг-установки становитиме 1,9 млрд доларів США, а заводу з виробництва моноетиленгліколю — 1,1 млрд доларів США.
В 2016 році компанія Westlake Chemical викупила частку Axiall у проекті.